# ویجایاکانت
ویجایاکانت (انگلیسی: Vijayakanth؛ زادهٔ ۲۵ اوت ۱۹۵۲ – درگذشتهٔ ۲۸ دسامبر ۲۰۲۳) هنرپیشه، و سیاستمدار اهل هند بود.
از فیلم‌ها یا برنامه‌های تلویزیونی که وی در آن نقش داشته‌است می‌توان به الکساندر و خانواده  اشاره کرد.
وی همچنین برندهٔ جوایزی همچون جایزه فیلم‌فیر جنوب شده‌است.